# Cathédrale Sainte-Thérèse-de-l'Enfant-Jésus d'Abengourou
Cette  cathédrale n’est pas la seule cathédrale Sainte-Thérèse-de-l'Enfant-Jésus.
La cathédrale Sainte-Thérèse-de-l'Enfant-Jésus est le siège épiscopal du diocèse d'Abengourou. Elle est sise à Abengourou et vouée à sainte Thérèse de l'Enfant-Jésus. C'est l'une des deux cathédrales ivoiriennes dédiées à cette sainte, l'autre étant la cathédrale Sainte-Thérèse-de-l'Enfant-Jésus de Bouaké.